# Risetenstock
Risetenstock är en bergstopp i Schweiz.   Den ligger i kantonen Uri, i den centrala delen av landet, 80 km öster om huvudstaden Bern. Toppen på Risetenstock är 2 290 meter över havet, eller 138 meter över den omgivande terrängen. Bredden vid basen är 1,6 km.
Terrängen runt Risetenstock är huvudsakligen bergig, men den allra närmaste omgivningen är kuperad. Runt Risetenstock är det ganska glesbefolkat, med 47 invånare per kvadratkilometer.. Närmaste större samhälle är Schwyz, 18,1 km nordost om Risetenstock. 
I omgivningarna runt Risetenstock växer i huvudsak blandskog.